# Torben Liebrecht
Torben Liebrecht (ur. 3 grudnia 1977 w Reinbeku) – niemiecki aktor i reżyser teatralny, telewizyjny i filmowy, reżyser i scenarzysta. Za kreację Franza Fabera w serialu X Company (2016) otrzymał Canadian Screen Award w kategorii najlepszy aktor w roli drugoplanowej.

## Filmografia

### Filmy
- 2003: Luter (Luther) jako cesarz Karol V Habsburg
- 2004: Wielkie życie (Beyond the Sea) jako trębacz
- 2005: Rose jako Bernd Steher
- 2005: Prawda czy wyzwanie? (Wahrheit oder Pflicht) jako Uli

### Seriale TV
- 1997-98: Die Schule am See jako Karl von Sassnitz
- 1998: Komisarz Rex jako Stefan Dorner
- 2000: Telefon 110 (Polizeiruf 110) jako Karl Kaminski
- 2004: Telefon 110 (Polizeiruf 110) jako Friedrich Welfen
- 2011: Danni Lowinski jako Martin Berg
- 2013: Tatort jako Joachim Bentele
- 2014: Kobra – oddział specjalny (Alarm für Cobra 11) jako Maxim Bohrmann
- 2014: Telefon 110 (Polizeiruf 110) jako dr Christian Strobl
- 2014: Tatort jako Marcus Pracht
- 2015: Homeland jako Philipp Becker
- 2015: X Company jako Franz Faber
- 2016: Telefon 110 (Polizeiruf 110) jako Jens Torbeck

### Gry komputerowe
- 2009: Borderlands jako Roland (głos)
- 2013: BioShock Infinite jako Booker DeWitt (głos)
- 2015: Assassin’s Creed: Syndicate jako Jacob Frye (głos)